# Adelius gussakovskii
Adelius gussakovskii är en stekelart som först beskrevs av Shestakov 1932.  Adelius gussakovskii ingår i släktet Adelius och familjen bracksteklar. Inga underarter finns listade i Catalogue of Life.